# 沃伊托·索伊尼
沃伊托·索伊尼（芬蘭語：Voitto Soini，1938年2月6日—），芬兰男子冰球运动员，场上位置是前锋。他曾代表芬兰国家队参加1960年冬季奥林匹克运动会冰球比赛，获得第7名。